# .sv
.svは国別コードトップレベルドメイン（ccTLD）の一つで、エルサルバドルに割り当てられている。
マイクロソフトのInternet Explorer6スウェーデン版のバグで、ctrl+returnでサフィックスを入力しようとすると、.seの代わりに.svとなってしまうという問題が明らかとなった。

## 第二レベルドメイン
- edu.sv:	教育/研究機関
- gob.sv:	政府機関
- com.sv:	商業組織その他
- org.sv:	非営利組織
- red.sv:	国内ネットワーク管理